# Политеизъм
Политеизъм или политеистична религия (от старогръцки: πολύς, polys – „многочислен, много“ и θεός, θεοί theoi – „бог, божество“), също известно и като многобожие, се нарича религиозен светоглед, включващ вяра в повече от един бог. В своята основа политеизмът се изразява чрез поклонението пред тайнствените сили и явления в природата (небесните тела, морета, реки, на вятъра, горите, растенията и животните, на плодородието на земята), които се олицетворяват в живи същества. Поклонниците им ги изобразяват под формата на идоли и статуи. Политеизмът може да се изрази в няколко вида – анимизъм, фетишизъм, тератеизъм, тотемизъм, сабеизъм и други.
Политеизмът е типична форма на религия за времето на бронзовата и желязната епоха до осевата епоха и постепенно се развива във форма на монотеизъм, пантеизъм или атеизъм. В парадигмата на политеизма светът е представен като йерархична система на различни божества, притежаващи по-голяма или по-малка власт, имащи свой облик (често антропоморфен) и своя определена сфера на управление в природата и обществото. Пантеонът на боговете представлява сложна система от взаимоотношения, като сферата на дейност при всеки е отделена от сферата на дейност на другите. Например, в Древна Гърция Посейдон е бог на водните стихии, Гея на земята; Хермес на търговията и т.н. Начело на пантеона обикновено стои върховен бог – например Зевс в Древна Гърция и Юпитер (бог) в Древен Рим. След спада на класическия политеизъм в Европа изпъкват германския и славянския политеизъм, а в Азия индуизма, будизма, шинтоизма, китайска народна религия. В наши дни политеизмът е представен от неопаганизма и постхристиянството. В рамките на политеизма поклонение пред собствените племенни богове не изключва признаването на богове на други народи.

## Богове и божества
Божествата на политеистичните религии са представители в митологията, обрисувани като сложни личности с по-голям или по-нисък статус, с индивидуални умения, нужди, желания и истории. Тези богове често се разглеждат като същества с човешки образи (антропоморфни) в техните личностни черти, но с допълнителни индивидуални правомощия, способности, знания или възприятия. Политеизмът не може лесно да се отдиференцира от анимизма, който преобладава в повечето народни вярвания. Боговете в политеизма обикновено са представени в йерархичен порядък от поредица свръхестествени същества или духове, които могат да включват предци, демони, твари и други. В някои случаи тези духове са разделени на небесни и подземни същества, а вярата в съществуването на всички тях не означава, че задължително трябва да им се поклонява.

## Митология и религия
Повечето религии на древността са били политеистични и са имали един съответен Пантеон на традиционалните божества, често обогатяван с такива от вековните древни културни срещи и опити.

## Исторически политеизъм
Днес добре известни са политеистичните религии на Шумерите, Древните египтяни, както и класическите религии на Древна Гърция и Рим. Освен широко известните древни религии интерес предизвикват и скандинавската, йоруба и ацтекската митология. Днес повечето исторически политеистични религии пейоративно се определят като митология. Следва обаче да се прави разграничение между легендите, които са написани за древните богове и начините на извършване на богослуженията в миналото и съответните религиозни практики. Например е възможно поклонението към божествата, изобразявани в конфликт помежду си в митологията да се извършва в един и същи храм. Това показва разликата между легендите в митологията и действителното поклонничество в религията. Предполага се, че общата Протоиндоевропейска религия е по същество натуралистична.
При много цивилизации се наблюдава тенденция към увеличаване на божествата. Първоначално те са били патрони на определени градове или храмове, а по-късно в резултат на уедряване на държавата влизали в пантеона на божествата. Завоеванията на други народи може да наложи религията на завоевателя като замени местните божества с нови. В същото време е възможно при културния обмен едно божество, изпълняващо еднаква функция в различните религии да е известно с различни имена. Подобен културен трансфер се наблюдава между гърци, етруски и римляни. При това е възможно и въвеждането на чужд бог от друга религия без аналог в настоящата. Пример за това е египетския бог Озирис към който са се покланяли и древните гърци.
Най-древните религиозни системи смятат, че образите на боговете са повлияни от човешкия живот. Въпреки това, гръцкия философ Епикур постановява, че боговете са живи, нетленни, блаженни същества, на които не са присъщи делата на смъртните. Боговете обаче могат да се възприемат от съзнанието, особено по време на сън. Епикур вярва, че тези богове са материални, човешки, и че те обитават празните пространства между световете.
Елинистичната религия все още може да се разглежда като политеистична, но със силни монистична компоненти и в крайна сметка монотеизма изпъква в елинистическата традиции в късната античност под формата на неоплатонизъм и християнска теология.
Религии от Бронзовата епоха до Античността:
- Древни религии от Близкия изток
  - Религия в Древен Египет
  - Древна семитска религия
- Ведизъм
- Религия в Древна Гърция
- Религия в Древен Рим
- Келтски политеизъм

Религии от Късната античност до Развитото Средновековие:
- Германски паганизъм
- Славянска религия
- Балтийски паганизъм
- Фински паганизъм

### Древна Гърция
Класическата схема на политеизма в Древна Гърция са Олимпийските богове, които са общо четиринадесет на брой, но никога не са били повече от 12 по едно и също време. Това са Зевс, Хера, Посейдон, Арес, Хермес, Хефест, Афродита, Атина, Аполон и Артемида, които винаги са били причислявани към олимпийските богове. Хестия, Деметра, Дионис и Хадес са другите богове, в определени периоди считани за част от дванадесетте олимпийци. Хестия отстъпва своето място на Дионис, за да отиде да живее сред хората. Персефона прекарва шест месеца от годината в подземното царство, а през останалите шест се връща на Олимп, за да ги прекара с майка си, Деметра. Хадес, въпреки че е сред основните гръцки богове е владетел на царството на мъртвите и връзката му с олимпийските богове изглежда съвсем слаба. Често различните полиси почитат същите богове, но ги наричат с различни епитети, което ги изтъква сред останалите.
Елинският политеизъм настъпва извън пределите на континентална Гърция към островите и бреговете на Йония в Мала Азия, към Магна Греция (Сицилия и Южна Италия), както и към разпръснатите гръцки колонии в Западното Средиземноморие. Гръцката религия прониква в етруските култове и вярвания като по-късно благодарение на тях формира и голяма част от по-късната римска религия.

## Народни вярвания
Анимистичната природа на народните вярвания е антропологически културно-универсална. Вярата в призраци и духове и практиката за почитането на предците е универсална и присъства в световните култури на света и отново се очертава в монотеистичните или материалистични общества като суеверие, вярата в демони, покровителство на светци, феи или извънземни.
Наличието на цялостна политеистична религия, със завършен ритуален култ, ръководен от жреческата каста, изисква по-високо ниво на организация и не присъства във всяка култура. Ясно изразен политеизъм в съвременната народна религия се намира в африканската традиционна религия както и в религиите на наследниците на африкански роби в Америка. В Евразия религията на калашите е един от много малко примери за оцелеляла политеистична религия. При индуизма са съхранени голям брой политеистични народни традиции, въпреки че индуизма е доктринално доминиран от монизма или монотеистичната теология (Бхакти, Адвайта). Исторически политеистичната ведическа обредност оцелява като малко течение в индуизма, известно като Шраута. По-разпространен в народния индуизъм са ритуалите, посветени на различни местни или регионални божества.